# 金メダルへのターン!
『金メダルへのターン!』（きんメダルへのターン!）は、1970年7月6日から1971年9月27日までフジテレビ系列局で放送されていたテレビドラマである。東宝とフジテレビの共同製作。全65話。

## 概要
1969年4月から1970年5月まで少女フレンドに連載されていた、細野みち子・津田幸夫共作の同名漫画をドラマ化。水泳を通じてハードトレーニングや勝負の厳しさ、そして異性への憧れや青春時代の微妙な心理の葛藤などを盛り込みながら、 ミュンヘンオリンピックで金メダルを獲得するという目標に向かって邁進する、ヒロイン・鮎子の成長を中心に描いた青春スポーツドラマ。
豊島区の東京スイミングセンターを舞台にした作品（ドラマ本編では「中央スイミングセンター」と設定されていた）。撮影スケジュールによっては、千葉県松戸市内のプール（松戸スターランド）、日本大学櫻丘高等学校プールなどの各地もロケに使用された。
水泳のシーンでは、出演者の顔が見えない場面では日本体育大学の選手が吹き替えを務めていたが、主演の梅田智子は水泳を得意としていたことから吹き替えなしですべて演じていた。
空中を飛んで全ての選手を追い越す「飛び魚ターン」をはじめ、渦を起こして両脇の選手を妨害する「渦巻きターン」、海門政美の「無呼吸泳法」、有田陽子の「風車ピッチ泳法」、日向の「ロケットターン」などの荒唐無稽な技が多数登場した。飛び魚ターンはブルーバック前でのトランポリン演技、大河のジェットターンは牽引により表現され、梅田は危険な場面もあったと証言している。

## 放送時間
いずれも日本標準時。
- 月曜 19:00 - 19:30 （1970年7月6日 - 1970年9月28日、1971年4月5日 - 1971年9月27日）
- 木曜 19:00 - 19:30 （1970年10月1日[6] - 1971年4月1日）

## キャスト
- 速水鮎子（千葉鮎子）：梅田智子
- 速水理恵：青木英美
- 速水四郎：小泉博
- 速水よしえ（千葉よしえ）：三ツ矢歌子
- 黒木進介：水谷邦久
- 木原美知子：木原美知子
- 海門政美：吉田未来
- 聖園泉：森田敏子
- 水島コーチ：前田吟
- 沢木久美：大田黒美波
- 立花一平：沖雅也
- 菱見百合子
- 高野浩幸
- 夏純子
- 四方晴美
- 渡辺晃三
- 草川直也
- 鬼塚（全日本女子チーム監督）：長沢大
- 岩田（全日本女子チームコーチ）：塩沢とき
- 宇佐美（泉のコーチ）：江角英明
- 浜畑賢次
- 西條康彦
- 桂木美加
- 石田茂樹
- 平田昭彦
- 八重垣美和（沖縄の選手）：小椋寛子
- 坂部：伊木久美子
- 日向：夏海千佳子
- 有田陽子（九州大会優勝者）：服部妙子
- 大河：多田きみ子
- 田島オリエ：森秋子
  - 元オリンピック選手。「ワールドスイミングクラブ」を設立する。
- 真理アンヌ
- ベッキー・ハイランド
- 逸見政孝（当時フジテレビアナウンサー） - 水泳中継の実況アナとして出演。

## スタッフ
- 監督：長野卓、日高武治、児玉進
- プロデューサー：野口光一、八百板勉
- 原作：細野みち子、津田幸夫
- 脚本：馬島満、田波靖男、田村多津夫、上條逸雄
- 撮影：益子武夫
- 美術：大塚実
- 編集：八木戸寛
- 音楽：渡辺岳夫
- 照明：下村一夫

## 主題歌
オープニングテーマ「プールに賭けた青春」
作詞：田波靖男、雨宮雄児 / 作曲：渡辺岳夫 / 編曲：竹村次郎 / 歌：佐々木早苗（第1話 - 第38話、テイチク）、堀江美都子（第39話以降、コロムビア）

挿入歌「恋をした渚」
作詞：雨宮雄児 / 作曲：渡辺岳夫 / 編曲：竹村次郎 / 歌：佐々木早苗（第1話 - 第38話）、堀江美都子（第39話以降）

## 放映リスト
（第1話～第32話はサブタイトル無し）
| 放送日        | 話数 | サブタイトル             |
| ------------- | ---- | ------------------------ |
| 1970年 7月6日 | 1    |                          |
| 7月13日       | 2    |                          |
| 7月20日       | 3    |                          |
| 7月27日       | 4    |                          |
| 8月3日        | 5    |                          |
| 8月10日       | 6    |                          |
| 8月17日       | 7    |                          |
| 8月24日       | 8    |                          |
| 8月31日       | 9    |                          |
| 9月7日        | 10   |                          |
| 9月14日       | 11   |                          |
| 9月21日       | 12   |                          |
| 9月28日       | 13   |                          |
| 10月1日       | 14   |                          |
| 10月8日       | 15   |                          |
| 10月15日      | 16   |                          |
| 10月22日      | 17   |                          |
| 10月29日      | 18   |                          |
| 11月5日       | 19   |                          |
| 11月12日      | 20   |                          |
| 11月19日      | 21   |                          |
| 11月26日      | 22   |                          |
| 12月3日       | 23   |                          |
| 12月10日      | 24   |                          |
| 12月17日      | 25   |                          |
| 12月24日      | 26   |                          |
| 1971年 1月7日 | 27   |                          |
| 1月14日       | 28   |                          |
| 1月21日       | 29   |                          |
| 1月28日       | 30   |                          |
| 2月4日        | 31   |                          |
| 2月11日       | 32   |                          |
| 2月18日       | 33   | 恐怖の渦巻きターン！     |
| 2月25日       | 34   | うらみの傷あと           |
| 3月4日        | 35   | 涙の強化合宿             |
| 3月11日       | 36   | がんばれ！キャプテン     |
| 3月18日       | 37   | 危うし！全日本チーム     |
| 3月25日       | 38   | 暁の対決                 |
| 4月1日        | 39   | 決戦！日米豪             |
| 4月5日        | 40   | 激闘の選手権             |
| 4月12日       | 41   | 飛び出せ背面ジャンプ     |
| 4月19日       | 42   | メドレーへの挑戦         |
| 4月26日       | 43   | 二回転トビウオターン     |
| 5月3日        | 44   | 新たなるライバル         |
| 5月10日       | 45   | 強敵・ワールド！         |
| 5月17日       | 46   | 華々しき大レース         |
| 5月24日       | 47   | 熱戦！三強豪             |
| 5月31日       | 48   | 火花を散らす個人メドレー |
| 6月7日        | 49   | 運命の糸                 |
| 6月14日       | 50   | 勝利への驀進             |
| 6月21日       | 51   | 頑張れ！全日本選手権     |
| 6月28日       | 52   | 狙え！金メダル           |
| 7月5日        | 53   | はばたけ！世界へ         |
| 7月12日       | 54   | プールに賭けた青春       |
| 7月19日       | 55   | 水着に秘めた恋           |
| 7月26日       | 56   | モーレツ！鬼監督         |
| 8月2日        | 57   | 合宿大作戦               |
| 8月9日        | 58   | 裸の反抗                 |
| 8月16日       | 59   | ビキニ大騒動             |
| 8月23日       | 60   | わたしは負けない         |
| 8月30日       | 61   | 涙のゴールイン           |
| 9月6日        | 62   | ガンバレ！水泳日本       |
| 9月13日       | 63   | 勝利への団結             |
| 9月20日       | 64   | 驚異の空中回転ターン     |
| 9月27日       | 65   | 栄光の金メダル           |

## 放送局
- フジテレビ：月曜 19:00 - 19:30 →  木曜 19:00 - 19:30 → 月曜 19:00 - 19:30
- 札幌テレビ：日曜 9:00 - 9:30[9]
- 青森放送：水曜 18:00 - 18:30 （1971年7月時点）[10]
- 岩手放送：日曜 10:30 - 11:00[11]
- 秋田テレビ：月曜 19:00 - 19:30[12]
- 山形テレビ：木曜 19:00 - 19:30 → 月曜 19:00 - 19:30[13]
- 仙台放送：月曜 19:00 - 19:30 →  木曜 19:00 - 19:30 → 月曜 19:00 - 19:30 [14]
- 新潟総合テレビ：月曜 18:00 - 18:30 （1971年7月5日放送開始）[15]
- 長野放送：月曜 19:00 - 19:30 →  木曜 19:00 - 19:30 → 月曜 19:00 - 19:30[16]
- 富山テレビ：月曜 19:00 - 19:30 →  木曜 19:00 - 19:30 → 月曜 19:00 - 19:30[17]
- 石川テレビ：月曜 19:00 - 19:30 →  木曜 19:00 - 19:30 → 月曜 19:00 - 19:30[17]
- テレビ静岡：月曜 19:00 - 19:30 →  木曜 19:00 - 19:30 → 月曜 19:00 - 19:30[18]
- 東海テレビ：月曜 19:00 - 19:30 →  木曜 19:00 - 19:30 → 月曜 19:00 - 19:30[19]
- 関西テレビ：月曜 19:00 - 19:30 →  木曜 19:00 - 19:30 → 月曜 19:00 - 19:30[20]
- 島根放送：月曜 19:00 - 19:30 →  木曜 19:00 - 19:30 → 月曜 19:00 - 19:30[21]
- 岡山放送：月曜 19:00 - 19:30 →  木曜 19:00 - 19:30 → 土曜 17:00 - 17:30[22]
- 広島テレビ：木曜 19:00 - 19:30（1970年10月15日時点。1970年7月 - 同年9月の月曜時代のネットは無し[22]）[23] → 月曜 18:00 - 18:30[22]
- テレビ愛媛：月曜 19:00 - 19:30 →  木曜 19:00 - 19:30 → 月曜 19:00 - 19:30[24]
- テレビ西日本：月曜 19:00 - 19:30 →  木曜 19:00 - 19:30 → 月曜 19:00 - 19:30[25]
- サガテレビ：月曜 19:00 - 19:30 →  木曜 19:00 - 19:30 → 月曜 19:00 - 19:30[26]
- テレビ長崎：木曜 19:00 - 19:30 （1970年10月から）[27] → 月曜 18:00 - 18:30 （1971年7月時点）[28]
- テレビ熊本：月曜 19:00 - 19:30 → 木曜 19:00 - 19:30 → 月曜 19:00 - 19:30[25]
- テレビ宮崎：月曜 18:00 - 18:30 （1971年7月時点）[29]
- 鹿児島テレビ：日曜 18:00 - 18:30 （1971年8月時点、約3か月遅れ）[30]
- 沖縄テレビ：月曜 19:00 - 19:30 →  木曜 19:00 - 19:30 → 月曜 19:00 - 19:30[31]